# ハル・マクシック
ハル・マクシック（Hal McKusick、1924年6月1日 - 2012年4月11日）は、アメリカのジャズ・アルト・サックス、クラリネット、フルート奏者。

## 略歴
マサチューセッツ州メドフォード生まれ。1944年から1945年にかけてボイド・レイバーン（Boyd Raeburn）と、1948年から1949年にかけてクロード・ソーンヒルと共に働いた。1950年初頭、テリー・ギブス、ドン・エリオットと共に働いた。リーダーとしてもアルバムを発表し、その中にはアルバム『トリプル・エクスポージャー』（1957年、Prestige）も含まれている。その頃、ジョージ・ラッセル、ジミー・ジュフリー率いるグループと多くの録音を行った。ハル・マクシックのソロ演奏の好例は、1957年のBrandeis Jazz Festivalのライブ録音でビル・エヴァンスを伴ったオーケストラのための組曲「All About Rosie'」（ジョージ・ラッセル作曲、ガンサー・シュラー指揮）で聴くことができる。その頃、ジョージ・ラッセルの別のプロジェクトでもまた共演している。1958年、ビル・エヴァンスと共にアート・ファーマー、ポール・チェンバース、コニー・ケイが加わった少人数編成を率いた編成を含むアルバム『クロス・セクション』を録音した。そのほかにもリー・コニッツ、ジョン・コルトレーン等の著名なジャズ・ミュージシャンと共演している。
晩年、ニューヨークのイースト・ハンプトンにある私立ロス学校で教えていた。
2012年4月11日、自然死により87歳で亡くなった。

## ディスコグラフィ

### リーダー・アルバム
- 『イースト・コースト・ジャズ・シリーズ NO.8』 - East Coast Jazz Series No. 8 (1955年、Bethlehem) ※旧邦題『ハル・マクーシック・クァルテット』
- 『20世紀のドローイング・ルームにて』 - In a Twentieth-Century Drawing Room (1956年、RCA Victor)
- 『ハル・マクシック・クインテット・フィーチャリング・アート・ファーマー』 - Hal McKusick Quintet Featuring Art Farmer (1957年、Coral)
- 『ジャズ・アット・ザ・アカデミー』 - Jazz at the Academy (1957年、Coral)
- 『ジャズ・ワークショップ』 - The Jazz Workshop (1957年、RCA Victor)
- 『トリプル・エクスポージャー』 - Triple Exposure (1957年、Prestige)
- 『クロス・セクション』 - Cross Section Saxes (1958年、Decca)
- Sax Duets (1977年、Music Minus One)
- 17 Jazz Duets for Two Flutes (1977年、Music Minus One)
- Hal McKusick Plays/Betty St. Claire Sings (1989年、Fresh Sound)

### 参加アルバム
ドン・エリオット
- 『ドン・エリオット・シングス』 - Don Elliott Sings (1955年、Bethlehem)
- 『メロフォン』 - Mellophone (1955年、Bethlehem)
- The Mello Sound (1958年、Decca)
- Music for the Sensational Sixties (1958年、Design)
- Love Is a Necessary Evil (1962年、Columbia)

エリオット・ローレンス
- 『エリオット・ローレンス・プレイズ・ジェリー・マリガン・アレンジメンツ』 - Elliot Lawrence Plays Gerry Mulligan Arrangements (1956年、Fantasy)
- Plays Tiny Kahn and Johnny Mandel Arrangements (1956年、Fantasy)
- 『スウィンギング・アット・ザ・スティール・ピア』 - Swinging at the Steel Pier (1956年、Vogue)
- Big Band Modern (1957年、Jazztone)

ジョージ・ラッセル
- 『ジャズ・ワークショップ』 - The Jazz Workshop (1957年、RCA Victor)
- 『ニューヨーク、N.Y.』 - New York, N.Y. (1959年、Decca)
- 『ジャズ・イン・ザ・スペース・エイジ』 - Jazz in the Space Age (1960年、Decca)

その他
- マニー・アルバム : The Drum Suite (1956年、RCA Victor)
- マニー・アルバム : 『ジャズ・ワークショップ』 - The Jazz Workshop (1956年、RCA Victor)
- ラルフ・バーンズ : Ralph Burns Among the JATPs (1955年、Norgran)
- ケニー・バレル : 『アーシー』 - Earthy (1957年、Prestige) ※プレスティッジ・オールスターズ名義
- アル・コーン : 『ミスター・ミュージック』 - Mr. Music (1955年、RCA Victor)
- ボブ・ドロー : I'll Never Fall in Love Again (1970年、Music Minus One)
- ボブ・ドロー : A Taste of Honey (1972年、Music Minus One)
- エロル・ガーナー : Play It Again, Erroll! (1975年、Columbia)
- テリー・ギブス : Swingin' with Terry Gibbs and His Orchestra (1956年、EmArcy)
- テリー・ギブス : 『ヴァイブス・オン・ヴェルヴェット』 - Vibes On Velvet (1956年、EmArcy/Mercury)
- ベニー・ゴルソン : 『テイク・ア・ナンバー・フロム 1 トゥ 10』 - Take a Number from 1 to 10 (1961年、Argo)
- アービー・グリーン : All About Urbie Green and His Big Band (1955年、ABC-Paramount)
- アービー・グリーン : The Persuasive Trombone of Urbie Green (1960年、Command)
- ビル・ハリス : 『ビル・ハリス・ハード』 - Bill Harris Herd (1956年、Norgran)
- コールマン・ホーキンス : The Hawk in Hi-Fi (1956年、RCA Victor)
- ミルト・ヒントン : 『ベスト・ローデッド!』 - Basses Loaded! (1955年、RCA Victor)
- アンドレ・オデール : American Jazzmen Play Andre Hodeir's Essais (1957年、Savoy)
- オーシー・ジョンソン : A Bit of the Blues (1956年、RCA Victor)
- テディ・キング : 『バイディン・マイ・タイム』 - Bidin' My Time (1956年、RCA Victor)
- リー・コニッツ : 『リー・コニッツ・ミーツ・ジミー・ジュフリー』 - Lee Konitz Meets Jimmy Giuffre (1959年、Verve)
- ジーン・クルーパ : 『ドラマー・マン』 - Drummer Man  (1956年、Verve)
- ギル・メレ : 『ギルズ・ゲスツ』 - Gil's Guests (1956年、Prestige)
- ヘレン・メリル : 『ジ・アーティストリー・オブ・ヘレン・メリル』 - The Artistry of Helen Merrill (1965年、Mainstream)
- ジャッキー・パリス : 『ザ・ソング・イズ・パリス』 - The Song Is Paris (1962年、Impulse!)
- チャーリー・パーカー : 『マグニフィセント・チャーリー・パーカー』 - The Magnificent Charlie Parker (1955年、Clef)
- チャーリー・パーカー : 『ジャズ・パレニアル』 - Jazz Perennial (1961年、Verve)
- アンソニー・パーキンス : 『オン・ア・レイニー・アフターヌーン』 - On a Rainy Afternoon (1958年、RCA Victor)
- ナット・ピアース : 『カンサス・シティ・メモリーズ』 - Kansas City Memories (1957年、Coral)
- ボイド・レーバーン : 『ボイド・ミーツ・ストラヴィンスキー』 - Boyd Meets Stravinski (1955年、Savoy)
- アルヴィノ・レイ : Uncollected 1946 (1978年、Hindsight)
- ボビー・スコット : Bobby Scott Plays the Music of Leonard Bernstein (1959年、Verve)
- ジャック・シックス : Bacharach Revisited (1969年、Music Minus One)
- ガンサー・シュラー : 『ブランダイズ・ジャズ・フェスティバル』 - Modern Jazz Concert (1958年、Columbia)
- トミー・シェパード : Shepard's Flock (1957年、Coral)
- ダイナ・ワシントン : 『クイーン・アンド・クインシー』 - The Swingin' Miss "D" (1957年、EmArcy)
- ダイナ・ワシントン : 『ファッツ・ウォーラー・ソングブック』 - Dinah Washington Sings Fats Waller (1959年、Mercury)
- フィル・ウッズ : 『バード・フェザーズ』 - Bird Feathers (1957年、Prestige)
- ボブ・ウィルバー : Acapulco Princess (1972年、Music Minus One)
- ボブ・ウィルバー : No More Blues (1972年、MMO Studios)